# Museo Galería de Arte Mexiquense Torres Bicentenario
El Museo Galería de Arte Mexiquense Torres Bicentenario es un museo y galería de arte localizado en la Ciudad de Toluca. El museo se encuentra dentro del complejo monumental Torres Bicentenario inaugurado en 2010 y está destinado a exhibir obras de artistas mexiquenses e internacionales.

## Historia

### Puerta Tollotzin
La Puerta Tollotzin fue construida en 1971 por el arquitecto Pedro Ramírez Vázquez dentro del "Proyecto fuentes y esculturas" de Toluca que buscaba mejorar el aspecto del Paseo Tollocan, carretera que es la entrada a Toluca desde la Ciudad de México. El complejo buscaba representar al Dios Tolo de los matlazincas, era un reloj solar, calendario y podía predecir eclipses solares. Durante muchos años el complejo se convirtió en un símbolo de la ciudad de Toluca, pero con el pasar de los años cayó en el descuido, el complejo fue víctima de vandalismo y sus estructuras se agrietaron.
En octubre de 2008 comenzaron las pláticas entre el Gobierno del Estado de México y el Gobierno del Municipio de Toluca para la demolición y reemplazo del monumento. Finalmente la demolición de la Puerta Tollotzin comenzó el 30 de julio de 2009.

### Torres Bicentenario
Tras la demolición de la Puerta Tollotzin se anunció el proyecto seleccionado por el Gobierno del Estado de México para la creación de un monumento que conmemoraría el Bicentenario de la Independencia de México. El proyecto de las Torres Bicentenario fue escogido entre más de 130 propuestas que el Gobierno del Estado recibió desde finales de 2008 hasta mediados de 2009. El proyecto seleccionado por el jurado fue obra del arquitecto Guillermo Maya López.
La construcción de las torres comenzó en noviembre de 2009 y finalizó en agosto de 2010. Las torres poseen una altura de 65 metros, el acero de su estructura interna fue traído desde Monterrey y San Luis Potosí, y están cubiertas por placas de acero inoxidable fabricadas en Ocoyoacac. El complejo consta de dos torres entrelazadas que son iluminadas de diversos colores durante las noches, en la base de las torres se encuentra un monolito que se mantiene siempre cubierto de agua, las salas del museo se encuentran bajo el nivel de la calle y rodean la base de las torres. Las Torres Bicentenario fueron inauguradas el 15 de septiembre de 2010 por el gobernador del estado Enrique Peña Nieto.
El 19 de noviembre de 2010 fue fundado el Museo Torres Bicentenario destinado a ilustrar y conmemorar los 200 años del inicio de la Independencia de México, sus exposiciones incluían artículos originales de personajes históricos. Sin embargo, a finales de 2019 el museo fue rehabilitado, cambiando su misión y la museografía convirtiéndolo en una galería de arte, siendo renombrado como Museo Galería de Arte Mexiquense Torres Bicentenario.

## Museo
El museo cuenta con dos Salas de Exhibición Temporales: la Sala de Exposición Colectiva, que alberga la exposición colectiva “Viento a favor” obra de nueve mujeres mexiquenses que comparten sus propuestas en 38 piezas elaboradas bajo diversas técnicas y la muestra “Multiversos de papel" del pintor Sergio López Orozco; y la Sala Mayor, que expone obras de creadores como Francisco Toledo, Vicente Rojo, Gilberto Aceves, Sergio López, entre otros. A su vez, el museo cuenta con una cafetería, baños, un auditorio con 200 butacas, una librería y una tienda de recuerdos.

## Galería

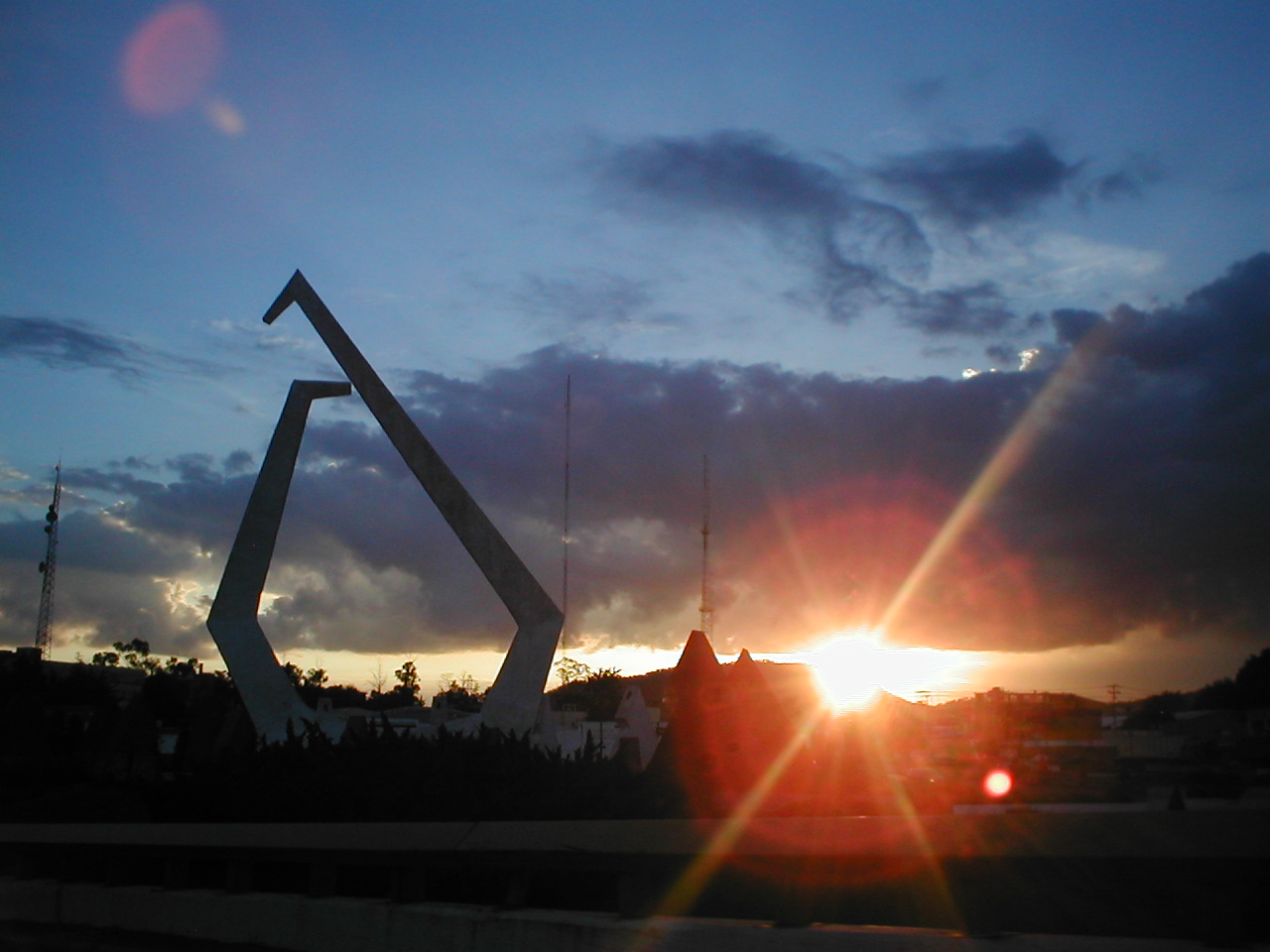
Puerta Tollotzin, monumento que se hallaba en el sitio previo a la construcción del museo, fotografiado en noviembre de 2008.
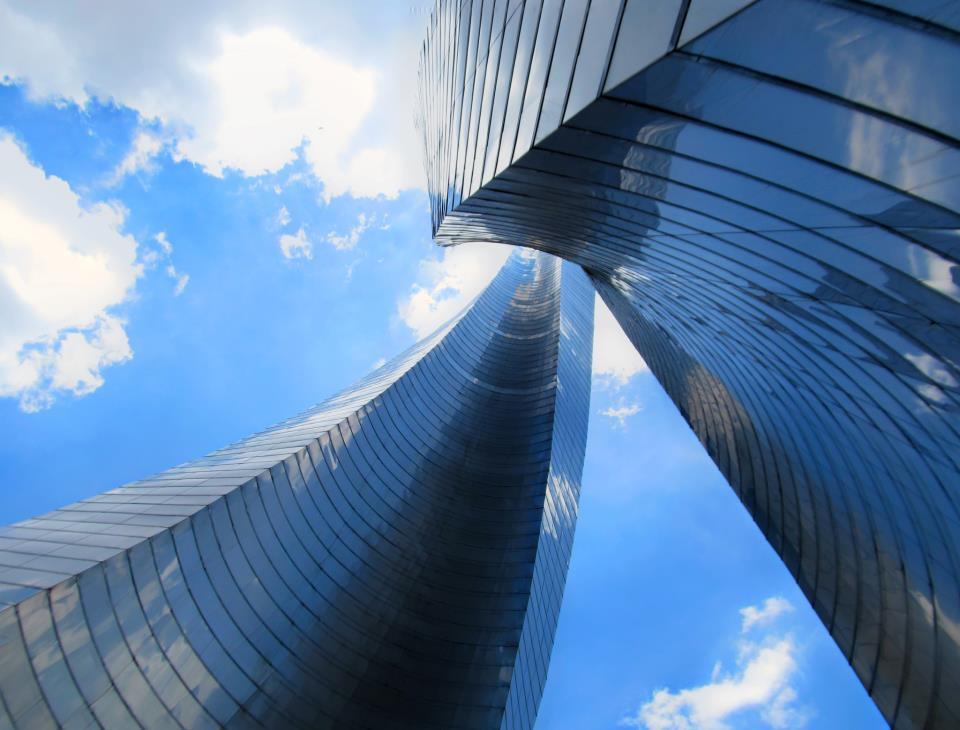
Vista inferior de las torres.
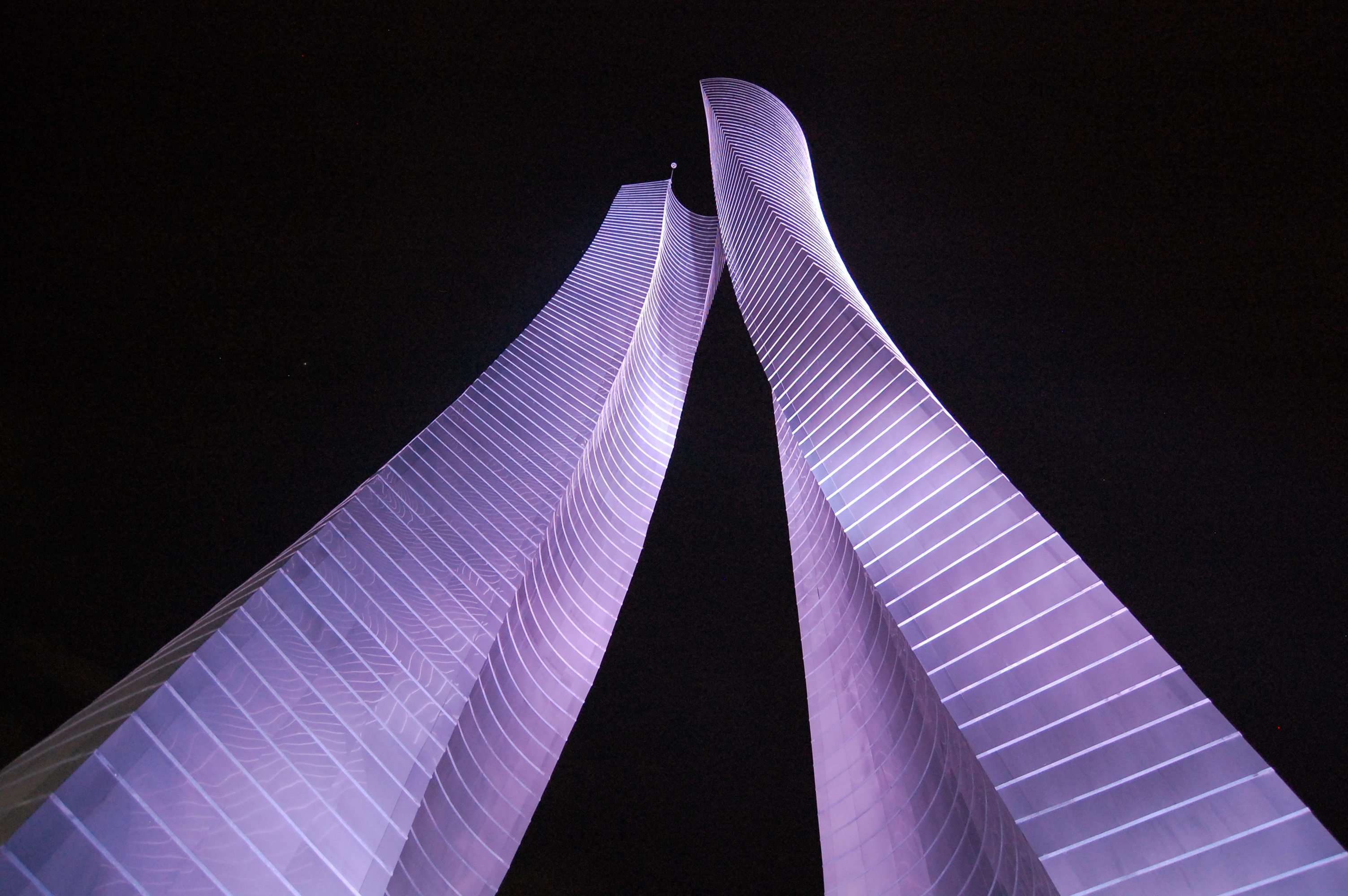
Vista nocturna por la parte inferior.
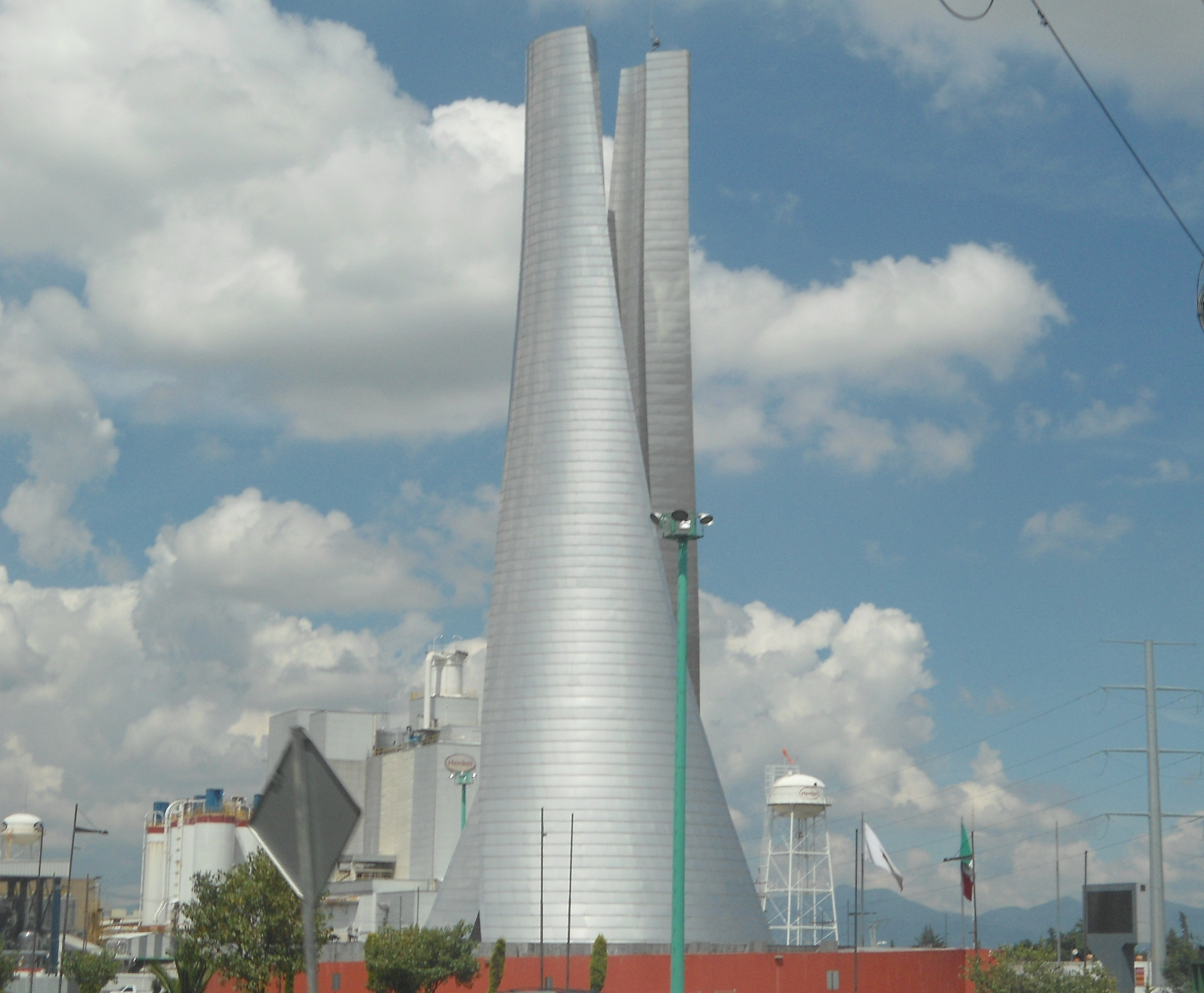
Vista trasera de una de las torres.
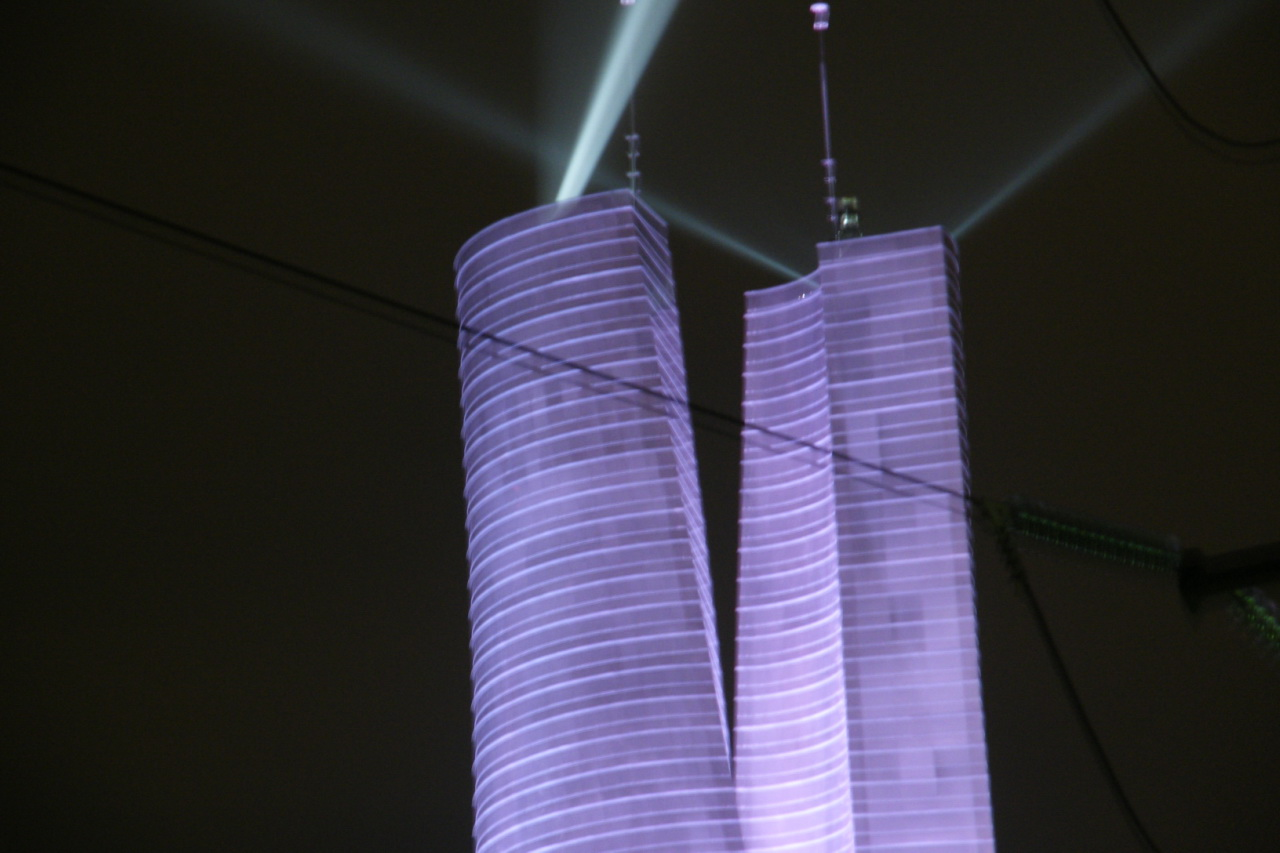
Parte superior de las torres, retratadas de noche.